# جورج جيفريز، بارون جيفريز الأول
كان جورج جيفريز، بارون جيفريز الأول (بالإنجليزية: George Jeffreys, 1st Baron Jeffreys)، (المجلس الملكي الخاص) (15 مايو 1645 - 18 أبريل 1689)، المعروف أيضًا باسم «قاضي الإعدام»، قاضيًا ويلزيًا (نسبة إلى ويلز، وهي إحدى الدول الأربع المكونة للمملكة المتحدة). أصبح شخصية مرموقة في عهد الملك جيمس الثاني، وترقى إلى منصب اللورد المستشار (قاضي قضاة بريطانيا العظمى)، كما شغل منصب اللورد السامي ستيوارد في ظروف معينة. كانت مهمته بوصفه قاضي هو فرض السياسة الملكية، وهو ما أدى إلى اكتسابه سمعة تاريخية تتهمه بالقسوة والإجحاف.

## نشأته وتعليمه
وُلد جيفريز في ملكية عائلة أكتون هول، بمدينة ريكسهام، ويلز، وهو الابن السادس لجون ومارجريت جيفريز. كان جده جون جيفريز (توفي عام 1622) رئيسًا لقضاة دائرة جزيرة أنجلسي بمحكمة الجلسات الكبرى «وهي المحكمة الرئيسية بويلز». أما والده - وهو أيضًا جون جيفريز (1608–1691) - فكان ملكيًا (أي من الفرسان المؤيدين للملك تشارلز الأول) خلال الحرب الأهلية الإنجليزية (التي انتهت بهزيمة الملك وإعدامه)، ولكن جرى التصالح بينه وبين الكومنولث وشغل منصب عمدة دينبيشاير عام 1655.
كان إخوته شخصيات مرموقة ذات شأن كبير، حيث كان توماس - الذي أصبح لاحقًا السير توماس وحصل على لقب فارس عام 1686 - هو القنصل الإنجليزي في إسبانيا والفارس الحاصل على وسام الكانتارا. أما شقيقه ويليام فكان نائبًا لقرية هولت، بالقرب من ريكسهام، من عام 1668 إلى عام 1675. كما حقق شقيقه الأصغر جيمس مسيرة مهنية جيدة في العمل الكنسي، حيث أصبح نائب كبير الكهنة بكاتدرائية كانتربري الكبرى عام 1685.
تلقى جورج تعليمه في مدرسة شروزبري - المدرسة القديمة لجده – من 1652 إلى 1659، حيث كان يختبره بشكل دوري فيليب هنري - صديق والدته. ثم التحق بمدرسة سانت بول، بلندن من 1659 إلى 1661 ومدرسة وستمنستر، لندن من 1661 إلى 1662. أصبح طالبًا جامعيًا في كلية الثالوث، بجامعة كامبريدج عام 1662، وتركها بعد عام واحد دون أن يتخرج منها، والتحق بالجمعية الموقرة للمعبد الداخلي (وهى واحدة من الهيئات القانونية الأربع في لندن) لدراسة القانون عام 1663.

## بداية حياته المهنية

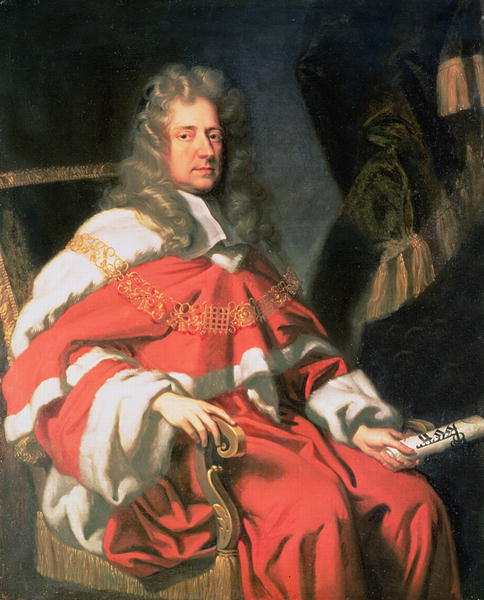
صورة القاضي جورج جيفريز، البارون الأول لويم

بدأ جيفريز مسيرته المهنية القانونية عام 1668، وأصبح الرقيب العام في لندن عام 1671. كان يطمح إلى منصب مسجل لندن (وهو منصب كبير قضاة الدائرة في المحكمة الجنائية المركزية)، ولكن تجاوزه ذلك المنصب عام 1676 لصالح ويليام دولبن. التفت جيفريز عوضًا عن ذلك إلى المحكمة وأصبح المحامي العام لدوق يورك وألباني (الذي أصبح لاحقًا جيمس الثاني ملك إنجلترا /جيمس السابع ملك اسكتلندا)، وهو الأخ الأصغر لتشارلز الثاني. على الرغم من نشأته البروتستانتية، فقد وجد جيفريز حظوة في ظل دوق الروم الكاثوليك.
تميز جيفريز بروح الدعابة السوداء، فعلى سبيل المثال، أشار إلى أن الأخوين المدانين بسرقة الرصاص من سطح كنيسة ستيبني كان لديهما «حماسة للدين كبيرة جدًا لدرجة أنها حملتهم إلى أعلى الكنيسة»، وأشار إلى أنهم تجنبوا بصعوبة ارتكاب جريمة يعاقب عليها بالإعدام.

## مسجل لندن
حصل جيفريز على لقب فارس عام 1677، وأصبح مسجل لندن في عام 1678 عندما استقال ويليام دولبن. أصبح، بحلول عام 1680، رئيس قضاة تشيستر ومستشار التاج في مدينة لودلو وقاضي السلام في فلينتشاير. أثناء المؤامرة البابوية، كثيرًا ما كان قاضي هيئة المحكمة التي أدانت العديد من الرجال الأبرياء بناءً على شهادة الزور التي قدمها تيتوس أوتس. وقد اسْتُحْضَرت تلك الإدانات ضده في عام 1685 عندما أصدر حكمًا بالإدانة ضد أوتس بتهمة الحنث باليمين في نفس المحاكمات. عينه تشارلز الثاني بارونًا عام 1681، وبعد ذلك بعامين، أصبح رئيسًا للسلطة القضائية في إنجلترا وويلز وعضوًا في المجلس الملكي الخاص.

## رئيس السلطة القضائية
أصبح جيفريز اللورد رئيس السلطة القضائية في عام 1683 وترأس محاكمة ألغرنون سيدني، الذي كان متورطًا في مؤامرة راي هاوس. صدر حكم بإدانة سيدني وأُعدم: تسببت إدارة جيفريز للمحاكمة في بعض القلق، ولا سيما حكمه بأنه في حين أن محاكمة الخيانة تتطلب عادةً اثنين من الشهود، وأن التاج لديه شاهد واحد فقط، فإن كتابات سيدني الخاصة عن النظام الجمهوري كانت بمثابة «شاهد» ثانٍ على أساس أن «الكتابة هي الفعل». رأى جون إيفلين، الذي التقى به في حفل زفاف بعد يومين، أن سلوك جيفريز المتسم بالشغب لا يليق بمنصبه، خاصة أنه جاء بعد فترة وجيزة من محاكمة سيدني. اعتبر الكثيرون أن ترقية جيفريز هى مكافأة لنجاح إدانة اللورد راسل فيما يتعلق بنفس المؤامرة مثله مثل سيدني: حيث حل جيفريز - الذي قاد الادعاء في محاكمة راسل - محل السير فرانسيس بيمبرتون، الذي ترأس نفس المحاكمة وأوضح شكوكه حول ذنب راسل، وهو ما أثار استياء الملك. أجرى جيفريز المحاكمة بمهابة وضبط للنفس أكثر بكثير مما كان معتادًا معه، مشددًا لهيئة المحلفين على أنه لا يجوز إصدار قرار بإدانة راسل ما لم يكونوا على يقين بأنه مذنب.
هناك مشهد أقل شهرة لجيفريز حدث في إحدى المحاكمات في بريستول عام 1685، عندما أجبر عمدة المدينة، الذي كان جالسًا بجانبه على المقاعد بالزي الكامل، على الدخول إلى قفص الاتهام، وفرض عليه غرامة قدرها 1000 جنيه إسترليني لكونه «وغدًا مختطفًا». كان بعض تجار بريستول معروفين في ذلك الوقت باختطاف مواطني بلادهم وشحنهم وإرسالهم بعيدًا على أنهم عبيد.

## اللورد المستشار
قام جيمس الثاني، بعد اعتلائه العرش، بتعيين جيفريز في منصب اللورد المستشار (قاضي قضاة بريطانيا العظمى) عام 1685، ورفعه إلى رتبة النبلاء باعتباره البارون جيفريز؛ بارون مدينة ويم. ثم عُين في منصب اللورد الملازم لمقاطعتى شروبشاير وباكينجهامشير في عام 1687. كانت أول محاكمة كبرى له في عهد الملك جيمس هي محاكمة تيتوس أوتس. ففي حين أنه لم يكن هناك شك في أن أوتس مذنب، فإن إدارة جيفريز للمحاكمة لم تكن أكثر لباقة من المعتاد؛ وُصف الجزء الأخير من المحاكمة بأنه تبادل للإهانات بين جيفريز وأوتس مما يجعل استمرار إجراءات التقاضي أمر مشكوك فيه. نظرًا لعدم قدرته على فرض عقوبة الإعدام، حاول جيفريز وزملاؤه على ما يبدو تحقيق نفس النتيجة من خلال الحكم على أوتس بالجلد سلسلة من الجلدات الوحشية التي قد تؤدي إلى موته؛ غير أنه يمكننا القول أن هذا ما كان يستحقه - كما يشير كينيون. تعرض جيفريز لانتقادات كثيرة بسبب إدارته لمحاكمة رجل الدين المسن الذي يحظى باحترام كبير ريتشارد باكستر، ولكن يجب التعامل مع هذه الانتقادات بحذر نظرًا لأن السجلات الفعلية قد اختفت وجميع الروايات الباقية عن المحاكمة كتبها أنصار باكستر.